# ジャマイカ・ドル
ジャマイカ・ドル（$; コード: JMD）は、1969年から使われているジャマイカの通貨。$（ドル）、もしくは他国の通貨の$（ドル）と区別するためにJ$かJA$のどちらかに省略される。1$（ドル）は100セント。

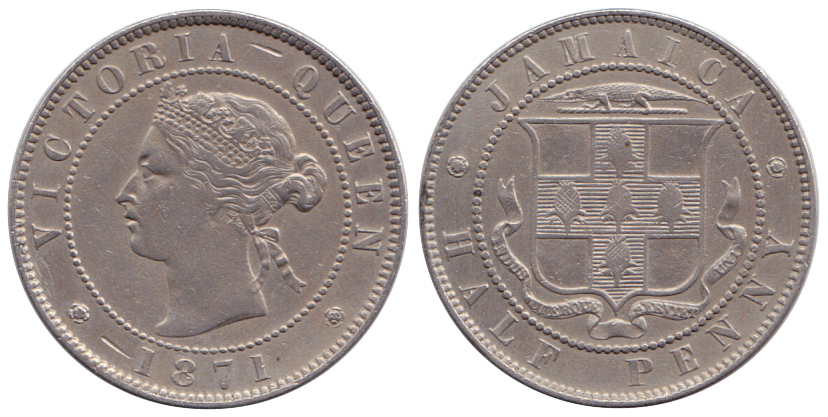
1/2 ペニー 1871

## 歴史
1968年 1月30日、ジャマイカの下院は、旧宗主国同様20進法と12進法が複雑に混在した「ジャマイカポンド」（1ポンド＝20シリング＝240ペンス）に代わる新通貨として、10進法に基づいた「ジャマイカ・ドル」 (J$) とその補助単位「セント」（1ドル＝100セント）の導入を採決した。新旧両通貨の交換は1ドル＝10シリング（120ペンス）の比率で実施され、1969年9月8日より新貨幣の流通が開始された。当初こそ対米ドル（US$）で2割増しの価値があったジャマイカ・ドル（最高値は1970年代前半につけたUS$1=J$0.77）も、その後は相次ぐ切り下げで著しく減価、2008年上半期にはUS$1=J$75とドル導入時の100分の1まで下落した。

## 硬貨
導入にあたって、1セント（1.2ペンス）、5セント（6ペンス）、10セント（1シリング）、20セント（2シリング）、25セント（2シリング6ペンス）の硬貨が造幣された。銅でできた小さな1セント硬貨を除いて、硬貨の材料、大きさ、形は元の硬貨と全く同じであった。
1975年、1セント硬貨は12角形のアルミニウム製になった。1976年に50セント硬貨は紙幣に代わって導入されたが、1989年、20セント硬貨とともに造幣中止となった。1990年、1ドル硬貨は洋白製になった。1991年、5、10、25セント硬貨は、ニッケルめっきのスチール製から白銅製のより小さな硬貨に代わった。このとき25セント硬貨は7角形になった。1994年、円形でニッケルめっきのスチール製の5ドル硬貨の代わりに、より小さな7角形の同素材の1ドル硬貨が造幣された。また、5セント硬貨は廃止された。1995年10セント、25セント硬貨はより小さな円形になった。1997年1月、現行でない硬貨は全て廃止された。1999年ニッケルめっきのスチール製でスカラップカットの10ドル硬貨が造幣された。2000年、20ドルの貨幣として中心が
白銅製でその周りが洋白製の2種類の合金を使った円形の20ドル硬貨が造幣された。
現行の硬貨:
- 1セント（21.08mm; 1.22g; アルミニウム; 12角形; アキーの実）
- 10セント（17mm; 2.4g; 銅めっきスチール; 円形; ポール・ボーグル）
- 25セント（20mm; 3.6g; 銅めっきスチール; 円形; マーカス・ガーヴェイ）
- 1ドル（18.5mm; 2.9g; ニッケルめっきスチール; 7角形; アレクサンダー・バスタマンテ）
- 5ドル（21.5mm; 4.3g; ニッケルめっきスチール; 円形; ノーマン・マンレー）
- 10ドル（24.5mm; 6g; ニッケルめっきスチール; スカラップカット; ジョージ・ウィリアム・ゴードン）
- 20ドル（23mm; 7.1g; バイメタル（中央：白銅 周辺：洋白）; 円形; マーカス・ガーヴェイ）

## 紙幣
1969年のドル導入から2022年までの間、何度か小額紙幣の廃止や高額紙幣の導入があったものの、一貫して同一シリーズの紙幣が発行されてきた。2022年時点では50、100、500、1000、5000ドル紙幣が発行されていた。
| 額面     | 表面                             | 裏面                                       | 発行開始 | 発行停止 |
| -------- | -------------------------------- | ------------------------------------------ | -------- | -------- |
| 50セント | マーカス・ガーベイ               | ナショナル・シュライン                     | 1969年   | 1976年   |
| 1ドル    | アレクサンダー・バスタマンテ     | 海岸                                       | 1969年   | 1990年   |
| 2ドル    | ポール・ボーグル                 | 子供たち                                   | 1969年   | 1989年   |
| 5ドル    | ノーマン・マンリー               | 旧国会議事堂                               | 1970年   | 1994年   |
| 10ドル   | ジョージ・ウィリアム・ゴードン   | ボーキサイト                               | 1969年   | 1999年   |
| 20ドル   | ノエル・ニュートン・ネザーソール | ジャマイカ銀行庁舎                         | 1976年   | 2000年   |
| 50ドル   | サミュエル・シャープ             | ドクターズ・ケイブ・ビーチ(モンテゴ・ベイ) | 1988年   | 2022年   |
| 100ドル  | ドナルド・サングスター           | ダンズ・リバーの滝                         | 1986年   | 2022年   |
| 500ドル  | グラニー・ナニー                 | ポートロイヤル                             | 1994年   | 2022年   |
| 1000ドル | マイケル・マンリー               | ジャマイカ・ハウス(首相官邸)               | 2000年   | 2022年   |
| 5000ドル | ヒュー・シアラー                 | ハイウェイ2000                             | 2009年   | 2022年   |

2022年から新たなシリーズの紙幣の発行が開始した。50、100、500、1000、5000ドル紙幣が刷新され、新たに2000ドル紙幣が登場した。すべての紙幣がポリマー製となっている。
旧20ドル紙幣に描かれていたノエル・ニュートン・ネザーソールを除いた全員の肖像画が用いられている。またこれに加えて、2000ドル紙幣には新たにエドワード・シアガの肖像画が描かれている。
| 額面     | 表面                                             | 裏面                       |
| -------- | ------------------------------------------------ | -------------------------- |
| 50ドル   | ジョージ・ウィリアム・ゴードンとポール・ボーグル | ドクターズ・ケイブ・ビーチ |
| 100ドル  | マーカス・ガーベイ                               | ダンズ・リバーの滝         |
| 500ドル  | グラニー・ナニーとサミュエル・シャープ           | ポートロイヤル             |
| 1000ドル | アレクサンダー・バスタマンテとノーマン・マンリー | ジャマイカ・ハウス         |
| 2000ドル | マイケル・マンレーとエドワード・シアガ           | 子供たち                   |
| 5000ドル | ドナルド・サングスターとヒュー・シアラ           | ハイウェイ2020             |

## ジャマイカ以外での利用
かつてジャマイカがイギリスの植民地だった時代にジャマイカと共に一括して統治されていたケイマン諸島は、ジャマイカがイギリスから独立した1962年以降もジャマイカ・ドルを使用していた。だが1972年に独自通貨ケイマン諸島・ドルが発行され、ジャマイカ・ドルはケイマン諸島の法定通貨としての立場を失った。現在ではジャマイカ・ドルを使用するのはジャマイカ一国のみである。